# German Open 1994 (Badminton)
Die German Open 1994 im Badminton fanden im Oktober 1994 in Leverkusen statt. Die Finalspiele wurden am 9. Oktober 1994 ausgetragen. Das Preisgeld betrug 60.000 USD.

## Sieger und Platzierte
| Disziplin    | Gold                              | Silber                                  | Bronze                                  |
| ------------ | --------------------------------- | --------------------------------------- | --------------------------------------- |
| Herreneinzel | Poul-Erik Høyer Larsen            | Jens Olsson                             | Alan Budikusuma                         |
| Herreneinzel | Poul-Erik Høyer Larsen            | Jens Olsson                             | Sun Jun                                 |
| Dameneinzel  | Lim Xiaoqing                      | Dai Yun                                 | Liu Yuhong                              |
| Dameneinzel  | Lim Xiaoqing                      | Dai Yun                                 | Camilla Martin                          |
| Herrendoppel | Jon Holst-Christensen Thomas Lund | S. Antonius Budi Ariantho Denny Kantono | Jim Laugesen Henrik Svarrer             |
| Herrendoppel | Jon Holst-Christensen Thomas Lund | S. Antonius Budi Ariantho Denny Kantono | Pär-Gunnar Jönsson Michael Søgaard      |
| Damendoppel  | Peng Xinyong Zhang Jin            | Marlene Thomsen Anne Mette van Dijk     | Helene Kirkegaard Rikke Olsen           |
| Damendoppel  | Peng Xinyong Zhang Jin            | Marlene Thomsen Anne Mette van Dijk     | Qin Yiyuan Tang Hetian                  |
| Mixed        | Thomas Lund Marlene Thomsen       | Jan-Eric Antonsson Astrid Crabo         | Jon Holst-Christensen Catrine Bengtsson |
| Mixed        | Thomas Lund Marlene Thomsen       | Jan-Eric Antonsson Astrid Crabo         | Michael Søgaard Gillian Gowers          |

## Finalergebnisse
| Disziplin    | Sieger                            | Finalist                                | Ergebnis          |
| ------------ | --------------------------------- | --------------------------------------- | ----------------- |
| Herreneinzel | Poul-Erik Høyer Larsen            | Jens Olsson                             | 15–3, 15–9        |
| Dameneinzel  | Lim Xiaoqing                      | Dai Yun                                 | 12–10, 11–4       |
| Herrendoppel | Jon Holst-Christensen Thomas Lund | S. Antonius Budi Ariantho Denny Kantono | 15–6, 15–2        |
| Damendoppel  | Peng Xinyong Zhang Jin            | Marlene Thomsen Anne Mette van Dijk     | 15–11, 15–5       |
| Mixed        | Thomas Lund Marlene Thomsen       | Jan-Eric Antonsson Astrid Crabo         | 14–18, 15–7, 15–8 |

## Herreneinzel Qualifikation
- Andreas Kerst –  Trendafil Balinov: 15-13 / 15-2
- Stephan Kuhl –  Kin Meng Horatius Hwang: 10-15 / 15-7 / 15-1
- Christian Tupay –  Silvio Jurčić: 15-9 / 15-5
- Franz-Josef Müller –  Sašo Zrnec: 2-15 / 15-11 / 15-10
- Tey Seu Bock –  Holger Kampen: 15-7 / 15-4
- Sven Landwehr –  Daniel Lacko: 15-4 / 15-2
- Pedro Vanneste –  Yoseph Phoa: 15-10 / 15-6
- Jacek Hankiewicz –  Franklin Wahab: 15-6 / 15-7
- Dharma Gunawi –  Jerzy Gwóźdź: 15-2 / 15-8
- Marek Bujak –  Ruud Kuijten: 9-15 / 18-13 / 15-13
- Bram Fernardin –  Stefan Schrader: 15-10 / 15-4
- Marc Hannes –  Norman Eby: 15-7 / 15-10
- Shen Li –  Roland Dorner: 15-2 / 15-12
- Bernd Schwitzgebel –  Peter Kreulitsch: 7-15 / 18-17 / 15-6
- Wang Xuyan –  Guntur Hariono: 15-7 / 15-9
- Mihail Popov –  Sören Bredenkamp: 15-11 / 15-10
- Peter Gade –  Tom Becker: 15-0 / 15-7
- Gyula Szalai –  Nils Kannengießer: 6-15 / 15-3 / 15-4
- Niels Christian Kaldau –  Steffen Weber: 15-13 / 15-10
- Hans-Georg Fischedick –  Svetoslav Stoyanov: 15-6 / 15-1
- Yu Jinhao –  Andreas Kerst: 10-15 / 15-8 / 15-3
- Stephan Kuhl –  Kai Riedel: 15-6 / 15-8
- Tey Seu Bock –  Franz-Josef Müller: 15-9 / 15-3
- Thomas Berger –  Sven Landwehr: 15-5 / 15-8
- Pedro Vanneste –  Robert Mateusiak: 15-9 / 15-2
- Jacek Hankiewicz –  Rehan Khan: 15-2 / 15-11
- Dharma Gunawi –  Marek Bujak: 15-5 / 15-3
- Shen Li –  Marc Hannes: 15-11 / 15-11
- Peter Gade –  Mihail Popov: 15-2 / 15-9
- Chen Wei –  Gyula Szalai: 7-15 / 15-3 / 15-5
- Niels Christian Kaldau –  Hans-Georg Fischedick: 15-8 / 15-13 / 3-15

## Herreneinzel
- Dharma Gunawi –  Lo Ah Heng: 11-15 / 15-10 / 15-7
- Sun Jun  –  Daryono Budisantoso: 15-2 / 15-8
- Michael Helber –  Zhuo Yang: 18-16 / 15-3
- Søren B. Nielsen –  Bram Fernardin: 8-15 / 15-4 / 15-12
- Joris van Soerland –  Stephan Kuhl: 15-9 / 15-9
- Peter Bush –  Wang Xuyan: 15-8 / 7-15 / 15-7
- Oliver Pongratz –  Chen Gang: 15-4 / 6-15 / 15-11
- Andrei Antropow –  Pedro Vanneste: 15-5 / 15-6
- Pierre Pelupessy –  Koo Yong Chut: 15-2 / 17-15
- Anders Nielsen –  Ge Cheng: 10-15 / 17-14 / 15-6
- Detlef Poste –  Bae Sung-won: 15-7 / 15-6
- Niels Christian Kaldau –  Jan Jørgensen: 11-15 / 15-6 / 15-8
- Peter Gade –  Björn Siegemund: 15-6 / 15-6
- Hargiono –  Davincy Saha: 14-17 / 15-4 / 15-6
- Thomas Johansson –  Kim Young-gil: 15-5 / 17-16
- Tey Seu Bock –  Volker Renzelmann: 15-8 / 15-12
- Thomas Stuer-Lauridsen –  Choi Ji-tae: 15-3 / 15-5
- Sun Jun  –  Dharma Gunawi: 8-15 / 15-4 / 15-6
- Darren Hall –  Michael Tedjakusuma: 18-16 / 15-8
- Michael Helber –  Søren B. Nielsen: 18-15 / 15-12
- Jens Olsson –  Xie Yangchun: 17-16 / 2-15 / 15-12
- Joris van Soerland –  Peter Bush: 16-18 / 15-11 / 15-11
- Martin Lundgaard Hansen –  Fung Permadi: 15-12 / 15-10
- Andrei Antropow –  Oliver Pongratz: 15-7 / 15-13
- Anders Nielsen –  Pierre Pelupessy: 15-10 / 9-15 / 15-8
- Peter Espersen –  Jesper Olsson: 15-10 / 15-11
- Detlef Poste –  Niels Christian Kaldau: 9-15 / 15-10 / 15-6
- Alan Budikusuma –  Li Huaguang: 15-5 / 15-4
- Hargiono –  Peter Gade: 13-15 / 15-7 / 15-4
- Michael Søgaard –  Yu Lizhi: 12-15 / 15-8 / 15-8
- Thomas Johansson –  Tey Seu Bock: 15-8 / 15-9
- Poul-Erik Høyer Larsen –  Indra Wijaya: 15-11 / 10-15 / 15-6
- Sun Jun  –  Thomas Stuer-Lauridsen: 15-10 / 14-17 / 17-15
- Darren Hall –  Michael Helber: 15-8 / 15-3
- Jens Olsson –  Joris van Soerland: 15-4 / 15-12
- Martin Lundgaard Hansen –  Andrei Antropow: 15-1 / 17-14
- Anders Nielsen –  Peter Espersen: 5-15 / 15-8 / 18-14
- Alan Budikusuma –  Detlef Poste: 15-4 / 15-6
- Hargiono –  Michael Søgaard: 15-2 / 15-1
- Poul-Erik Høyer Larsen –  Thomas Johansson: 15-4 / 15-1
- Sun Jun  –  Darren Hall: 15-8 / 17-16
- Jens Olsson –  Martin Lundgaard Hansen: 15-10 / 15-3
- Alan Budikusuma –  Anders Nielsen: 15-2 / 15-9
- Poul-Erik Høyer Larsen –  Hargiono: 17-16 / 18-13
- Jens Olsson –  Sun Jun: 15-11 / 11-15 / 15-4
- Poul-Erik Høyer Larsen –  Alan Budikusuma: 18-15 / 13-18 / 15-3
- Poul-Erik Høyer Larsen –  Jens Olsson: 15-3 / 15-9

## Dameneinzel Qualifikation
- Heike Schönharting –  Victoria Wright: 11-5 / 11-4
- Renni Assenova –  Verena Nuy: 11-8 / 12-11 / 11-0
- Anika Sietz –  Rayna Tzvetkova: 11-7 / 11-2
- Tatjana Geibig-Krax –  Andrea Ódor: 11-9 / 11-6
- Katarzyna Krasowska –  Andrea Dakó: 11-7 / 11-3
- Nicol Pitro –  Andrea Jurčić: 11-0 / 11-1
- Heike Franke –  Heike Schönharting: 11-3 / 11-3
- Renni Assenova –  Heidi Bender: 11-6 / 11-2
- Gong Zhichao –  Anika Sietz: 11-0 / 11-4
- Kirsten Sprang –  Tatjana Geibig-Krax: 11-4 / 11-8
- Katarzyna Krasowska –  Andrea Findhammer: 0-11 / 11-0 / 11-2
- Hariati –  Nicol Pitro: 5-11 / 11-6 / 12-9

## Dameneinzel
- Camilla Martin –  Zeng Yaqiong: 12-10 / 9-12 / 11-3
- Georgy van Soerland –  Emma Constable: 11-4 / 11-8
- Silvia Anggraini –  Christine Magnusson: 8-11 / 11-3 / 11-8
- Dai Yun –  Gong Zhichao: 11-5 / 11-3
- Joanne Muggeridge –  Astrid van der Knaap: 12-10 / 11-6
- Irina Serova –  Christine Skropke: 11-7 / 11-3
- Lidya Djaelawijaya –  Alison Humby: 6-11 / 11-8 / 11-3
- Xu Li –  Catrine Bengtsson: 11-6 / 11-6
- Liu Yuhong –  Katarzyna Krasowska: 11-9 / 8-11 / 11-2
- Heidi Dössing –  Neli Boteva: 7-11 / 11-5 / 11-3
- Monique Hoogland –  Nicole Baldewein: 11-7 / 11-8
- Lim Xiaoqing –  Heike Franke: 11-0 / 11-0
- Margit Borg –  Vlada Chernyavskaya: w.o.
- Lin Xiaoming –  Nicole Grether: w.o.
- Renni Assenova –  Claudia Vogelgsang: w.o.
- Yao Jie –  Suzanne Louis-Lane: w.o.
- Camilla Martin –  Margit Borg: 11-8 / 11-5
- Lin Xiaoming –  Georgy van Soerland: 11-3 / 11-2
- Dai Yun –  Silvia Anggraini: 11-7 / 11-3
- Irina Serova –  Joanne Muggeridge: 4-11 / 11-4 / 11-2
- Xu Li –  Lidya Djaelawijaya: 11-3 / 11-1
- Liu Yuhong –  Renni Assenova: 11-7 / 11-1
- Heidi Dössing –  Monique Hoogland: 11-9 / 11-8
- Lim Xiaoqing –  Yao Jie: 11-5 / 11-1
- Camilla Martin –  Lin Xiaoming: 11-8 / 10-12 / 11-6
- Dai Yun –  Irina Serova: 11-3 / 11-5
- Liu Yuhong –  Xu Li: 11-6 / 11-3
- Lim Xiaoqing –  Heidi Dössing: 11-5 / 11-3
- Dai Yun –  Camilla Martin: 11-4 / 4-11 / 11-7
- Lim Xiaoqing –  Liu Yuhong: 11-0 / 11-8
- Lim Xiaoqing –  Dai Yun: 12-10 / 11-4

## Herrendoppel Qualifikation
- Mihail Popov /  Svetoslav Stoyanov –  Sven Landwehr /  Kai Riedel: 15-1 / 17-16
- Liu Yong /  Yu Jinhao –  Rehan Khan /  Michael Pongratz: 15-3 / 15-6
- Iguh Donolego /  Yoseph Phoa –  Markus Mössing /  Dirk Ruberg: 18-13 / 15-6
- Oliver Pongratz /  Detlef Poste –  Jürgen Koch /  Peter Kreulitsch: 11-15 / 15-8 / 15-7
- Ruud Kuijten /  Bernd Schwitzgebel –  Roland Dorner /  Steffen Weber: 14-17 / 15-13 / 15-12
- Chen Wei /  Yang Ming –  Norman Eby /  Franklin Wahab: 15-10 / 15-4
- Chun Chan-min /  Yoon Seung-hyun –  Frank Hochstrate /  Martin Luhnen: 17-15 / 15-3
- Marc Hannes /  Nils Kannengießer –  Chen Gang /  Zhuo Yang: 15-8 / 15-6
- Marek Bujak /  Jacek Hankiewicz –  Lee Wan Wah /  Leong Kar Wai: 7-15 / 18-17 / 15-7
- Thomas Berger /  Volker Eiber –  Robert Mateusiak /  Damian Pławecki: 15-12 / 15-5
- Thomas Damgaard /  András Piliszky –  Holger Kampen /  Christian Tupay: 15-5 / 15-3
- Stephan Kuhl /  Volker Renzelmann –  Mihail Popov /  Svetoslav Stoyanov: 15-3 / 15-0
- Iguh Donolego /  Yoseph Phoa –  Liu Yong /  Yu Jinhao: 15-6 / 8-15 / 15-10
- Oliver Pongratz /  Detlef Poste –  Alexander Merget /  Harald Voepel: 15-4 / 15-8
- Chen Wei /  Yang Ming –  Ruud Kuijten /  Bernd Schwitzgebel: 17-18 / 15-6 / 15-11
- Chun Chan-min /  Yoon Seung-hyun –  Hargiono /  Guntur Hariono: 15-7 / 15-12
- Brent Olynyk /  Darryl Yung –  Marc Hannes /  Nils Kannengießer: 15-10 / 15-11
- Martin Kranitz /  Franz-Josef Müller –  Marek Bujak /  Jacek Hankiewicz: 15-6 / 15-10
- Thomas Damgaard /  András Piliszky –  Thomas Berger /  Volker Eiber: 15-7 / 15-7

## Herrendoppel
- Chew Choon Eng /  Rosman Razak –  Iguh Donolego /  Yoseph Phoa: 15-6 / 15-3
- Kai Mitteldorf /  Uwe Ossenbrink –  Niels Christian Kaldau /  Björn Siegemund: 15-11 / 12-15 / 15-7
- Seng Kok Kiong /  Hadi Sugianto –  Thomas Damgaard /  András Piliszky: 15-9 / 15-10
- Andrei Antropow /  Nikolai Sujew –  Ron Michels /  Joris van Soerland: 15-10 / 15-5
- Sun Jun  /  Xie Yangchun –  Eddeeza Saha /  Fredyno Saha: 15-12 / 15-10
- Choi Ji-tae /  Kim Young-gil –  Michael Helber /  Michael Keck: 17-14 / 15-2
- Oliver Pongratz /  Detlef Poste –  Ge Cheng /  Yu Lizhi: 15-4 / 15-2
- Neil Cottrill /  John Quinn –  Brent Olynyk /  Darryl Yung: 15-9 / 15-9
- Jon Holst-Christensen /  Thomas Lund –  Chew Choon Eng /  Rosman Razak: 15-4 / 15-12
- Nick Ponting /  Julian Robertson –  Kai Mitteldorf /  Uwe Ossenbrink: 15-7 / 12-15 / 15-7
- Liu Di /  Ricky Yu Qi –  Seng Kok Kiong /  Hadi Sugianto: 15-12 / 17-15
- Pär-Gunnar Jönsson /  Michael Søgaard –  Andrei Antropow /  Nikolai Sujew: 9-15 / 15-6 / 15-9
- Jim Laugesen /  Henrik Svarrer –  Sun Jun  /  Xie Yangchun: 15-4 / 15-6
- Simon Archer /  Chris Hunt –  Choi Ji-tae /  Kim Young-gil: 15-1 / 15-11
- Jens Eriksen /  Christian Jakobsen –  Oliver Pongratz /  Detlef Poste: 15-10 / 15-10
- S. Antonius Budi Ariantho /  Denny Kantono –  Neil Cottrill /  John Quinn: 15-10 / 15-9
- Jon Holst-Christensen /  Thomas Lund –  Nick Ponting /  Julian Robertson: 15-5 / 15-5
- Pär-Gunnar Jönsson /  Michael Søgaard –  Liu Di /  Ricky Yu Qi: 15-5 / 15-7
- Jim Laugesen /  Henrik Svarrer –  Simon Archer /  Chris Hunt: 10-15 / 15-9 / 15-12
- S. Antonius Budi Ariantho /  Denny Kantono –  Jens Eriksen /  Christian Jakobsen: 15-18 / 15-12 / 15-5
- Jon Holst-Christensen /  Thomas Lund –  Pär-Gunnar Jönsson /  Michael Søgaard: 15-10 / 15-8
- S. Antonius Budi Ariantho /  Denny Kantono –  Jim Laugesen /  Henrik Svarrer: 15-11 / 15-1
- Jon Holst-Christensen /  Thomas Lund –  S. Antonius Budi Ariantho /  Denny Kantono: 15-6 / 15-2

## Damendoppel Qualifikation
- Neli Boteva /  Victoria Wright –  Bettina Mayer /  Ines Wegner: 15-9 / 15-8
- Andrea Dakó /  Andrea Ódor –  Insa Losche /  Verena Nuy: 11-15 / 15-10 / 15-13
- Dai Yun /  Xu Li –  Heike Franke /  Tatjana Geibig-Krax: 15-2 / 15-1
- Emma Constable /  Sarah Hardaker –  Renni Assenova /  Rayna Tzvetkova: 15-1 / 15-5
- Qi Li /  Yu Qiao –  Heidi Bender /  Anika Sietz: 15-7 / 15-4
- Neli Boteva /  Victoria Wright –  Andrea Findhammer /  Anne-Katrin Seid: 15-6 / 15-9
- Dai Yun /  Xu Li –  Andrea Dakó /  Andrea Ódor: 15-6 / 15-2
- Qi Li /  Yu Qiao –  Sandra Mirtsching /  Kirsten Sprang: 15-0 / 15-7

## Damendoppel
- Sandra Beißel /  Katrin Schmidt –  Joanne Davies /  Alison Humby: 15-8 / 15-7
- Maria Bengtsson /  Margit Borg –  Nicol Pitro /  Viola Rathgeber: 15-7 / 15-0
- Dai Yun /  Xu Li –  Nicole van Hooren /  Georgy van Soerland: 15-8 / 15-7
- Qi Li /  Yu Qiao –  Deyana Lomban /  Eny Oktaviani: 6-15 / 15-11 / 15-9
- Lotte Olsen /  Lisbet Stuer-Lauridsen –  Heidi Dössing /  Christine Skropke: 15-3 / 15-3
- Peng Xinyong /  Zhang Jin –  Sandra Beißel /  Katrin Schmidt: 17-14 / 15-1
- Julie Bradbury /  Joanne Goode –  Lin Xiaoming /  Liu Yuhong: 15-6 / 15-7
- Helene Kirkegaard /  Rikke Olsen –  Maria Bengtsson /  Margit Borg: 15-10 / 10-15 / 15-9
- Gillian Gowers /  Joanne Muggeridge –  Dai Yun /  Xu Li: 12-15 / 15-6 / 15-9
- Marlene Thomsen /  Anne Mette Bille –  Yao Jie /  Zeng Yaqiong: 15-0 / 15-6
- Qin Yiyuan /  He Tian Tang –  Qi Li /  Yu Qiao: 18-13 / 15-6
- Christine Magnusson /  Lim Xiaoqing –  Karen Neumann /  Nicole Baldewein: 15-5 / 15-4
- Peng Xinyong /  Zhang Jin –  Lotte Olsen /  Lisbet Stuer-Lauridsen: 15-4 / 15-11
- Helene Kirkegaard /  Rikke Olsen –  Julie Bradbury /  Joanne Goode: 9-15 / 18-14 / 15-12
- Marlene Thomsen /  Anne Mette Bille –  Gillian Gowers /  Joanne Muggeridge: 15-7 / 15-9
- Qin Yiyuan /  He Tian Tang –  Christine Magnusson /  Lim Xiaoqing: 12-15 / 15-7 / 15-11
- Peng Xinyong /  Zhang Jin –  Helene Kirkegaard /  Rikke Olsen: 15-7 / 7-15 / 18-14
- Marlene Thomsen /  Anne Mette Bille –  Qin Yiyuan /  He Tian Tang: 14-18 / 15-4 / 15-6
- Peng Xinyong /  Zhang Jin –  Marlene Thomsen /  Anne Mette Bille: 15-11 / 15-5

## Mixed
- Jürgen Koch /  Irina Serova –  Kai Mitteldorf /  Katrin Schmidt: 15-8 / 15-5
- Thomas Damgaard /  Helene Kirkegaard –  Liu Di /  Zhang Jin: 15-11 / 9-15 / 18-17
- Jim Laugesen /  Rikke Olsen –  Yang Ming /  Qi Li: 15-7 / 15-10
- Henrik Svarrer /  Lisbet Stuer-Lauridsen –  Uwe Ossenbrink /  Viola Rathgeber: 15-10 / 15-7
- Jens Eriksen /  Anne Mette Bille –  Ron Michels /  Nicole van Hooren: 13-15 / 15-8 / 15-12
- John Quinn /  Sarah Hardaker –  Ricky Yu Qi /  He Tian Tang: 16-17 / 15-13 / 15-1
- Flandy Limpele /  Dede Hasanah –  Chris Hunt /  Joanne Davies: 15-1 / 15-3
- Michael Keck /  Karen Neumann –  Marek Bujak /  Sandra Beißel: 15-6 / 15-5
- Thomas Lund /  Marlene Thomsen –  Jürgen Koch /  Irina Serova: 15-1 / 15-6
- Thomas Damgaard /  Helene Kirkegaard –  Simon Archer /  Julie Bradbury: 13-18 / 15-9 / 15-11
- Jon Holst-Christensen /  Catrine Bengtsson –  Jim Laugesen /  Rikke Olsen: 15-4 / 15-10
- Pär-Gunnar Jönsson /  Maria Bengtsson –  Henrik Svarrer /  Lisbet Stuer-Lauridsen: 15-6 / 15-11
- Nick Ponting /  Joanne Goode –  Jens Eriksen /  Anne Mette Bille: 15-8 / 13-15 / 15-12
- Michael Søgaard /  Gillian Gowers –  John Quinn /  Sarah Hardaker: 15-0 / 15-5
- Flandy Limpele /  Dede Hasanah –  Christian Jakobsen /  Lotte Olsen: 7-15 / 15-7 / 15-6
- Jan-Eric Antonsson /  Astrid Crabo –  Michael Keck /  Karen Neumann: 17-14 / 15-12
- Thomas Lund /  Marlene Thomsen –  Thomas Damgaard /  Helene Kirkegaard: 15-9 / 15-4
- Jon Holst-Christensen /  Catrine Bengtsson –  Pär-Gunnar Jönsson /  Maria Bengtsson: 15-12 / 10-15 / 15-3
- Michael Søgaard /  Gillian Gowers –  Nick Ponting /  Joanne Goode: 15-12 / 15-8
- Jan-Eric Antonsson /  Astrid Crabo –  Flandy Limpele /  Dede Hasanah: 15-10 / 15-6
- Thomas Lund /  Marlene Thomsen –  Jon Holst-Christensen /  Catrine Bengtsson: 15-6 / 15-3
- Jan-Eric Antonsson /  Astrid Crabo –  Michael Søgaard /  Gillian Gowers: 15-4 / 17-15
- Thomas Lund /  Marlene Thomsen –  Jan-Eric Antonsson /  Astrid Crabo: 14-18 / 15-7 / 15-8